# 黒田伸
黒田 伸（くろだ しん、1957年（昭和32年）4月14日 - ）は、日本のジャーナリスト、ノンフィクション作家。 北海道教育大学非常勤講師。北海道スポーツ推進審議会委員。北広島FMメイプル・パーソナリティ。合同会社きたひろボールパークラジオ代表。NPO法人日本海外スポーツ交流協会理事、メルボルンマラソン日本事務局次長。

## 経歴
1957年（昭和32年）4月14日、福岡県久留米市生まれ。父親は日本統治下の台湾・花蓮港生まれのため、出身地は主として鹿児島県姶良郡湧水町としている。母親は久留米市生まれ。二人兄妹の長男。 妹は放送作家の順子。千葉大学教育学部附属中学校－千葉県立船橋高等学校－早稲田大学社会科学部卒。 父親は陸上自衛隊員で、第一空挺団の創設時の隊員。習志野駐屯地勤務が長く、元内閣総理大臣で当時の民主党・野田佳彦の父親も習志野駐屯地勤務だったため、野田とは、保育園、高校、大学と同級生。 野田を支える船橋高校同期会幹事を務めている。 自衛隊員の親を持つことによる地域での偏見や差別、貧困問題に疑問を感じ、少年時代から新聞記者を目指した。早大在学中に読売新聞編集局政治部、編集庶務などで嘱託社員扱いの勤務を4年間経験した。政治部時代の部長は渡辺恒雄。当時、在京のマスコミへの就職は超難関だったため、読売新聞社へは入社できず、1982年4月、当時の東京タイムズ社（すでに廃刊）に入社。同期入社8人のうち、希望によって1人だけ記者部門の運動部に配属され、ジャイアンツ番、大相撲などを担当。 当時の間垣親方（元横綱2代目若乃花）が師匠二子山親方（元横綱初代若乃花）の娘と結婚しながら不倫関係にあった女性との再婚を決め、親方の娘と正式に離婚する決意をしたことなどをスクープ。当時としては同紙の最高となる販売部数を記録した。同年9月に北海道新聞社がスポーツ紙を出すこととなり、道新の記者の勧めから道新スポーツに入社。東京支社で大相撲、アマチュアスポーツのほか、文化・芸能など幅広く担当した。相撲協会理事の元横綱大乃国（芝田山親方）や大関北天佑（死去）などの婚約を次々とスクープ。 その後、北海道新聞東京支社社会部に移籍し、警察庁担当を皮切りに原子力政策、宇宙開発、安全保障、防衛庁・自衛隊などを担当。1989年、宇宙飛行士の毛利衛とフロリダ州でスペースシャトル打ち上げを取材し、現地で毛利とテニスの試合をするなど、親しい関係を続けている。
北海道新聞本社社会部で札幌市政クラブ担当キャップとしてさまざまな問題を提起。札幌市職員が午後5時の閉庁時間15分前に証明書発行の受付などを終えることに疑問を感じ、キャンペーンを張って、午後5時までの受付を可能にさせるなど、市民目線の記事を書いた。帯広報道部次長、運動部次長、余市支局長、江差支局長、編集委員などを歴任。主な海外取材に1992年自衛隊ルワンダ難民救援隊同行取材、 1993年社会党札幌市議訪朝団との北朝鮮取材などがあり、世界50か国以上を取材で訪れた。北朝鮮での取材では、当時平壌を中心に水害による発電所の停止が続き、深刻な電力不足が起きていることなどを日本のマスコミとして初めて現地からリポートした。
2006年8月の夏の甲子園決勝戦の駒大苫小牧－早稲田実業戦を現地デスクとして取材。エースだった田中将大に密着取材し、その後、田中がプロ野球・楽天に進むと、野村監督とのエピソードや幼少時の野球との出会いなどをまとめた「田中将大ヒーローのすべて」を執筆。北海道新聞社から2008年2月1日に発売すると、3万部を超えるベストセラーとなった。
サッカーJ1北海道コンサドーレ札幌の創設時からファンとして北海道新聞としては初めての個人ブログ「コンサドーレ応援歌」を5年にわたって北海道新聞社のウェブ上に執筆するなど、スポーツ全般にわたって北海道を拠点とした取材を続けた。
北海道マラソンを市民ランナーのマラソンとして位置付けるよう主催者の北海道新聞社や北海道陸協に提案。フォーク歌手でランナーの高石ともやが北海道雨竜町出身だったこともあり、北海道新聞野生生物基金のキャンペーンを兼ねて、網走から札幌まで約500キロの横断マラソンの実行委員会のメンバーとして自らも取材とランニングに参加。途中で高石と同走しながら、北海道新聞の紙面にリポートを書いた。ホノルルマラソンを日本人に紹介した立役者の高石の勧めもあり、その後、ホノルルマラソンを4回完走。北海道マラソンとホノルルマラソンの提携を模索し、道新ホールで「北海道マラソンを市民マラソンへ」と題したフォーラムを自ら企画し、多くの賛同を得た。その後、北海道マラソンは札幌市の大通発着の市民マラソンに衣替え。NPO法人日本海外スポーツ交流協会理事という立場から、毎年、「北海道マラソン教室」を主催し、多くのランナーたちを北海道マラソンに送り出している。
北海道新聞社の早期退職制度に応じ2011年7月から札幌市を拠点としたフリージャーナリストとして道内外の雑誌などに寄稿。2013年まで北海道文化放送「U型テレビ」コメンテーターとして、松本裕子キャスターらとともに辛口のニュース評を続けた。また、道新文化センター「スコアブックを付けながら応援するファイターズ」講師をつとめ、スポーツ記者時代に培った人脈を生かした講義に多くの受講者が集まった。
一方で、道内の月刊誌『財界さっぽろ』などに寄稿。北方ジャーナルで「戦争遺産をめぐる旅」「泊原発は必要なのか」「スポーツ筆刀両断」などを連載している。また、道民雑誌月刊クォリティのメーン記者として原発問題や北広島に2023年に移転する日本ハムファイターズのボールパークについて執筆。とくにボールパークについては、長年のスポーツ記者の経験を活かし、的確な情報を道民に届けている。2020年からは月刊誌「イズム」で北海道独立論や分県論、農業問題など幅広く北海道の自立に向けた記事を執筆している。
北海道教育大学岩見沢校では非常勤講師として「スポーツ・ジャーナリズム論」を講義し、多様化するメディアを自分なりに評価できるよう「メディア・リテラシー」の重要性を教えている。

## 人物
新聞記者としての豊富な取材経験もさることながら、語りもこなし、大学講師、各種講演会の司会やテレビコメンテーターを務めている。帯広市のコミュニティFM、FMウイングで朝のニュース番組を新設したほか、札幌市内のコミュニティFMに多数出演。2017年3月から北広島市に拠点を移し、FMメイプルのパーソナリティとしてボールパークやスポーツの話題を提供。毎週金曜15時から17時までの「ふるさとイブニング」の枠で、ワンマン方式で音楽とともに幅広いジャンルの話を続けている。2020年7月からはインターネットラジオの「リッスンラジオ」に加わり、国内どこでも聞けるようになった。記者時代に培った国内外の幅広い人脈とアイディアを活かした様々なイベントを企画したり、ファシリテーター、司会役も務め、その内容には定評がある。

## 北海道議会選挙
2019年4月の北海道議会議員選挙札幌市西区選挙区に「西からの改革」を掲げて立候補。泊原発の再稼働に反対し、JRの廃線問題などに対して、ジャーナリストの立場から改善案を示し、道政改革を訴えた。定員3人に対し、自民2、民主1の立候補者しかおらず、無投票になるところだったため、「都市部の選挙で無投票はあり得ない」と訴え、無所属で立候補した。次点となったものの１万票を超える得票数を得た。

## 著書
- 「怒れ・泣け・そして笑え　松村一郎の破天荒人生」（北海道新聞社出版局）2007年
- 「田中将大ヒーローのすべて」（北海道新聞社）2008年
- 「剛腕新伝説」（響文社）2013年
- 「まくはり愛あ～る大作戦」（エイチエス社）2014年